# Plac Zwycięstwa w Gryficach
Plac Zwycięstwa w Gryficach – plac w centrum Gryfic, spełniający funkcję przestrzeni publicznej. 
Plac Zwycięstwa stanowi centralną część układu Starego Miasta. Do sierpnia 2010 r. plac Zwycięstwa wyznaczał  prostokątny rynek (84 x 80 m).
Przy zachodniej części placu przebiega ul. Niepodległości, a przy wschodniej ul. Wojska Polskiego. Przy placu znajdują się siedziby urzędów (starostwo, urząd skarbowy, urząd miejski) oraz innych instytucji. Plac Zwycięstwa jest objęty strefą płatnego parkowania, gdzie pobiera się opłaty w dni robocze.
W sierpniu 2010 r. rozpoczęto przebudowę placu Zwycięstwa. Projekt realizowany był w ramach Regionalnego Programu Operacyjnego Województwa Zachodniopomorskiego i III etapu rewitalizacji Gryfic. Celem przedsięwzięcia było podniesienie walorów reprezentacyjnych i ekspozycyjnych centrum miasta. Oddany został do użytku 19 listopada 2010 r.